# Cucut de coroneta blanca
El cucut de coroneta blanca (Cacomantis leucolophus) és una espècie d'ocell de la família dels cucúlids (Cuculidae) que sovint és ubicat al monotípic gènere Caliechthrus (Cabanis et Heine, 1863). Habita els boscos de Nova Guinea.